# Thurniaceae
Famille
Classification APG III (2009)
Les Thurniaceae sont une famille de plantes monocotylédones. Classiquement, voir Watson & Dallwitz, elle comprend 3 espèces du genre Thurnia.
Ce sont des plantes herbacées de grande taille, à rosettes, rhizomateuses, des régions tropicales d'Amérique du Sud (nord-est du Brésil et Guyane). 

## Étymologie
Le nom vient du genre Thurnia donné pour célébrer la découverte du genre par le botaniste britannique Everard im Thurn (1852–1932), qui fut conservateur du Guyana National Museum (en), un des premiers naturalistes à gravir le Mont Roraima (partagé entre Brésil, Guyana et Venezuela) et le dernier gouverneur des îles Fidji.

## Classification
Le classification phylogénétique APG (1998) accepte la même circonscription, mais en classification phylogénétique APG II (2003) la famille est étendue à deux genres. Elle incorpore en effet l'espèce Prionium serratum qui était considérée par APG (1998) comme appartenant aux Prioniaceae, famille dédiée à cette espèce. 

## Liste des genres
Selon World Checklist of Selected Plant Families (WCSP) (22 avr. 2010), Angiosperm Phylogeny Website (18 mai 2010) et NCBI (22 avr. 2010) :
- genre Prionium  E.Mey. (1832)
- genre Thurnia  Hook.f. (1883)

Selon DELTA Angio (22 avr. 2010) :
- genre Thurnia

## Liste des espèces
Selon World Checklist of Selected Plant Families (WCSP) (22 avr. 2010) :
- genre Prionium  E.Mey. (1832)
  - Prionium serratum  (L.f.) Drège (1843)
- genre Thurnia  Hook.f. (1883)
  - Thurnia jenmanii  Hook.f. (1883)
  - Thurnia polycephala  Schnee (1943)
  - Thurnia sphaerocephala  (Rudge) Hook.f. (1883)

Selon NCBI (22 avr. 2010) :
- genre Prionium
  - Prionium palmita
  - Prionium serratum
- genre Thurnia
  - Thurnia macrocephala
  - Thurnia polycephala
  - Thurnia sphaerocephala